# الإعاقة في البرازيل
يتم تعريف الإعاقة في البرازيل عندما يواجه الأفراد صعوبة أو غير قادرين على إكمال المهام اليومية القياسية. يتم قياس ذلك من خلال المؤشرات الصحية للأنشطة اليومية والحركة البدنية. يختلف تعريف الإعاقة وفقًا للسياقات القانونية للبيئات المختلفة ومستويات الضعف. البرازيل هي واحدة من أكثر الدول كثافة سكانية في العالم وهي أكبر دولة في أمريكا الجنوبية، حيث بلغ عدد سكانها 212.56 مليون نسمة في عام 2020. بسبب معدلات السكان، يوجد في البرازيل ما يقرب من 16 مليون شخص من ذوي الإعاقة. ومن بين هؤلاء، هناك 9 ملايين في سن العمل، ومليون في القوى العاملة.
في البرازيل، يتم قياس الإعاقة من خلال الحقائق والبيانات القائمة على العمر، والمشاركة في الرياضة، ومعلومات التعليم، والتأثيرات على الحياة اليومية وخدمات الدعم المتاحة/قضايا الوصول.

العلم البرازيلي

## حقائق

### إحصائيات

أنواع الإعاقات ورموزها

هناك العديد من أنواع الإعاقات في البرازيل. يمكن أن تحدث الإعاقة جسديًا، أو من خلال إصابات في الرأس، أو ضعف في الرؤية، أو ضعف في السمع، أو إدراكيًا، أو في أساليب التعلم، أو نفسيًا أو بشكل غير مرئي. في البرازيل، يعاني حوالي 34% من البالغين من إعاقات تؤثر على أنماط المعيشة الوظيفية. يمثل الرجال إحصائيات أعلى من النساء بنسبة 1.3٪. السكتات الدماغية والاضطرابات العقلية شائعة في البرازيل ويمكن أن تؤدي إلى إصابة الأفراد بالإعاقة. يعاني كل فرد من الإعاقة بشكل مختلف، حيث يكون بعضها ثابتًا، والبعض الآخر متقدمًا وتختلف مستويات الخطورة. في البرازيل، الأفراد الذين يتمتعون بمستوى تعليمي منخفض وكبار السن هم أكثر عرضة للإعاقات، وبالتالي يصلون إلى معدلات أعلى من العجز.  إن الحصول على تعليم عالٍ يعزز المزايا الصحية من خلال الترويج للمواد الصحية والبيانات الصحية الحالية، مما يسمح للأفراد بالعيش بأسلوب حياة صحي وطلب المساعدة الطبية عند الضرورة إن مواجهة الإعاقة الوظيفية كشخص بالغ برازيلي أمر شائع على الرغم من أنها تضر بالأفراد حيث أن العديد منهم لا يلتحقون بالمؤسسات التعليمية، ومن غير المرجح أن يكملوا دورة تعليمية وقد يفتقرون إلى قدرات القراءة والكتابة.

### الفئات العمرية
تزداد فرصة الإصابة بالإعاقة في البرازيل مع تقدم الفرد في السن. يمكن أن يحدث تطور الإعاقة مع التقدم في السن، حيث تظهر نقاط الضعف ويصبح خطر الإصابة بالمرض أو الإصابة بمرض مزمن مرتفعًا. يزداد الخطر بمجرد وصول الأفراد إلى سن الأربعين، وتكون الإعاقات البصرية أكثر شيوعًا. طوال فترة الحياة، إذا تعرض الأفراد للفقر أو الظروف غير الصحية، فقد يحدث تطور الإعاقة في وقت مبكر.

## رياضة

### مشاركة
في البرازيل، يمكن للأفراد من أي جنس ممن يواجهون مستويات مختلفة من الإعاقات المشاركة في الرياضة.  تشمل الرياضات المتاحة للأشخاص ذوي الإعاقة الرقص والسباحة والتنس وركوب الدراجات وركوب الخيل والرياضات المائية وكرة السلة والرياضات الاحتكاكية ومجموعة متنوعة من الأنشطة الرياضية. لقد جلب أواخر القرن العشرين تغييرات رياضية في البرازيل والتي مكنت الأشخاص ذوي الإعاقة من الشعور بالاندماج، حيث تمكنوا من تكوين فرديتهم من خلال المشاركة في الألعاب البارالمبية وغيرها من المجموعات الرياضية. ومن الأمثلة على ذلك ممارسات الرقص البرازيلي، حيث يمكن للأفراد المشاركة في تصميم الرقصات ويكونون قادرين على استخدام إعاقتهم كموقف للإبداع.

### الحواجز المحتملة
يواجه الأفراد ذوو الإعاقة في البرازيل حواجز عندما يتوقعون المشاركة في الرياضة. يواجه الأفراد البرازيليون ذوو الإعاقة مستويات متفاوتة من الضغوط المجتمعية، حيث يتعين عليهم إثبات إمكانية ممارسة أنشطتهم الرياضية. قد يواجه الأفراد ذوو الإعاقة انخفاضًا في احترام الذات عند المشاركة في الأحداث الرياضية، وذلك بسبب الاعتقاد بأن المشاركة الكاملة غير ممكنة. توجد وسائل راحة رياضية محدودة للأشخاص البرازيليين ذوي الإعاقة، وهو ما قد يخلق ضغطًا فرديًا. إن الرياضات المختلفة التي يمارسها الأفراد البرازيليون من ذوي الإعاقة لا تحظى بالقبول، ويواجه العديد من الرياضيين سمعة سيئة بسبب تحركاتهم الرياضية. هناك نقص في إمكانية الوصول إلى الهياكل الحضرية البرازيلية، مما يشكل صعوبات في الوصول إلى الأنشطة الرياضية.

### التغلب على الحواجز

شعار دورة الألعاب البارالمبية ريو دي جانيرو 2016

هناك طرق للأفراد ذوي الإعاقة في البرازيل للتغلب على الحواجز الرياضية. ومن الأمثلة على ذلك الحفاظ على القوة الداخلية أثناء المشاركة في الرياضة، مما يتيح إصدار صوت ويخلق إمكانيات. تعمل خمس جمعيات رئيسية على الأقل على تمكين مشاركة البرازيليين ذوي الإعاقة في الرياضة. توجد منظمات في البرازيل تهدف إلى تمكين جميع الرياضات للأشخاص ذوي الإعاقة، بما في ذلك "الجمعية الرياضية البرازيلية للمبتورين" و"الجمعية الرياضية البرازيلية للكراسي المتحركة".  "الرياضة للجميع" هي مبادرة أوليمبية تم إدخالها إلى البرازيل بهدف جعل الرياضة في متناول جميع الأفراد بسهولة. أقيمت دورة الألعاب البارالمبية لعام 2016 في ريو دي جانيرو وشجعت تحركات الحكومة للأفراد ذوي الإعاقة في الرياضة، بما في ذلك إدخال المزيد من المرافق الرياضية وتشجيع الرياضة وسهولة التنقل داخل المجتمعات. تساعد الحكومات المحلية في البرازيل الأفراد ذوي الإعاقة على التعرف على المستويات المحتملة وتشجيع النشاط، نظرًا لكون البرازيل طرفًا في اتفاقية الأمم المتحدة لحقوق الأشخاص ذوي الإعاقة، حيث وقعت المعاهدة في 30 مارس 2007 وصدقت عليها في 1 أغسطس 2008. يجرم القانون البرازيلي رقم 7853 التمييز على أساس الإعاقة، كما توجد حماية قانونية أخرى أيضًا.

## تعليم

### تاريخ
في البرازيل، يعد الالتحاق بمؤسسة تعليمية حقًا من حقوق الإنسان. يواجه الطلاب ذوو الإعاقة تحديات عند السعي للحصول على التعليم.  يرجع ذلك إلى ماضي البرازيل في رفض المعلومات والمعرفة الأجنبية بسبب العوائق اللغوية والموقع.
في البرازيل في القرن السابع عشر، تم الاعتراف بالتعليم الخاص من خلال مدرسة للأطفال ذوي الإعاقات الجسدية، وفي القرن التاسع عشر، تم إنشاء أول مدرسة للأطفال الصم. في البرازيل في القرن التاسع عشر، لم يكن هناك أي سجل آخر للرعاية الرسمية للأشخاص ذوي الإعاقة. اهتمت المنظمات الكاثوليكية بالأفراد ذوي الإعاقات التعلمية عندما تم التخلي عنهم. تم تنفيذ سياسة إدماج الأطفال ذوي الإعاقة في البرازيل في عام 1989 بهدف تحقيق الإدماج الاجتماعي وتعزيز الرفاهية في المدارس.  لم يدافع المعلمون والمسؤولون الحكوميون عن الأطفال ذوي الإعاقة الذين يسعون إلى التعليم، ولكن الآباء والأصدقاء وعلماء النفس فعلوا ذلك.

### الحواجز المحتملة
يواجه الأفراد ذوو الإعاقة تحديات عند السعي للحصول على التعليم في البرازيل، حيث لا يتلقون مساعدة تعليمية. لا يحظى الطلاب ذوو الإعاقة بأي اعتبارات خاصة في الفصل الدراسي. في البرازيل، هناك نظامان تعليميان، أحدهما للطلاب ذوي الاحتياجات الخاصة والآخر للطلاب الذين ليس لديهم احتياجات خاصة. يتم تقديم الفصول التعليمية للطلاب ذوي الإعاقة باللغة البرتغالية فقط، ويواجه التعلم الأكاديمي صعوبات، حيث لا يتم التقييم. لا يتم اختبار الطلاب ذوي الإعاقة في الفصول الدراسية، بل تقوم مجموعة بتحديد المهارات والتحسين. يفتقر المعلمون إلى التدريب على الإعاقة مما يقلل من جودة التعليم. أدى انخفاض التمويل الحكومي لتعليم الأفراد ذوي الإعاقة إلى نشوء مؤسسات ذات جودة منخفضة. تفتقر المناطق النائية والريفية إلى المرافق اللازمة للطلاب ذوي الإعاقة.

### التغلب على الحواجز
يتم التغلب على الحواجز التعليمية مع تطور البرازيل وتشكيلها اقتصادًا رئيسيًا. وينص القانون البرازيلي على أن الأطفال ذوي الإعاقة لهم الحق في الاندماج في المؤسسات التعليمية. وقد تفاوض الآباء وعلماء النفس المحليون والإقليميون والوطنيون مع المسؤولين البرازيليين بشأن الدمج الكامل لأطفالهم ذوي الإعاقة في أنظمة التعليم. ومن الأمثلة على ذلك "جمعية الآباء وأصدقاء المتميزين" التي تعمل على جمع الأموال للأفراد ذوي الإعاقات الذهنية على أساس غير ربحي للمساعدة في تحسين صحتهم واندماجهم في أنظمة التعليم. لقد أدت الدعوة والدعم إلى تمكين الأشخاص ذوي الإعاقة من تشكيل مجتمعاتهم الخاصة وتعزيز حقوقهم. إن اعتماد البرازيل لاتفاقية الأمم المتحدة لحقوق الأشخاص ذوي الإعاقة في عام 2008، وبدء العمل بقانون حقوق الأشخاص ذوي الإعاقة في عام 2015، مكّن من توفير الشرعية للأشخاص ذوي الإعاقة في التعليم. لقد اعترفت المدارس الخاصة في البرازيل بالطلاب ذوي الإعاقة وحاجتهم إلى مرافق فردية، ودمجت ذلك في بيئات التعلم الجسدية والنفسية. ومن خلال التمويل غير الربحي، اعتمدت مدارس الطلاب ذوي الإعاقة منهجًا دراسيًا عامًا.

## تأثيرات الحياة اليومية

### الحياة الطبيعية

رمز الإعاقة الجسدية

يعيش الأشخاص ذوو الإعاقة في البرازيل نمط حياة مختلف مقارنة بأولئك الذين لا يعانون من الإعاقة، حيث يمكن أن تتأثر أنماط الحياة بشكل يومي. تشمل الحياة الطبيعية للعديد من الأفراد البرازيليين ذوي الإعاقة تشجيع الاستقلال والاكتفاء الذاتي في الأقسام اليومية للإسكان والأسرة والصحة والتواصل. يعاني العديد من الأفراد ذوي الإعاقة من صعوبة في أداء نشاط يومي واحد على الأقل، بما في ذلك ارتداء الملابس والانتقالات. تتفاقم الصعوبة في ممارسة أنشطة الحياة اليومية بسبب عوامل مثل العمر والتعليم ومستويات الأمراض المزمنة. تنبع الحياة الطبيعية والتحديات التي يواجهها الأشخاص ذوو الإعاقة في البرازيل من التاريخ والصراع مع العمل القسري.

### السكن والأسرة
في البرازيل، يتأثر الأشخاص ذوو الإعاقة اجتماعيًا من خلال المكان الذي يعيشون فيه والأشخاص الذين يعيشون معهم، مما يحدد مستويات الاستقلال. من المرجح أن يعيش الأفراد ذوو الإعاقة مع عائلاتهم، بغض النظر عن وجود أطفال أو زواج، وذلك لأسباب اقتصادية وقيم الحماية الأسرية. في البرازيل، تتم الرعاية بشكل غير رسمي من قبل الأسرة والإناث. تتخلى الأسر عن الدراسة والعمل من أجل توفير الرعاية المجانية.

### صحة
تختلف مستويات الصحة حسب عدد الأمراض المزمنة التي يتعرض لها الشخص والعمر، مما يؤثر على الحياة اليومية. تتزايد الأمراض المزمنة لدى الأفراد ذوي الإعاقة مع تقدم العمر. الأفراد ذوو الإعاقة في البرازيل معرضون للإصابة بالأمراض المزمنة، وكثيراً ما يحتاجون إلى مساعدة صحية مهنية. توجد مشكلات تتعلق بالقدرة على الوصول عند طلب المساعدة الصحية المهنية للأشخاص ذوي الإعاقة، من خلال موقع الخدمة، والموارد المالية، وأوقات فتح الخدمة. يواجه الأشخاص ذوو الإعاقات الجسدية صعوبة أكبر في طلب المساعدة الصحية بسبب البيئات المادية ووسائل النقل.

### التعلم والتواصل
يختلف التعلم والتواصل في الحياة اليومية، بسبب أقسام التعليم في التشريع البرازيلي. يعاني الأفراد المتعلمون تعليماً عالياً من مستويات أقل من الصعوبة في التواصل في الحياة اليومية والمشاركة في الأنشطة اليومية. قد تفتقر المدارس والخدمات التعليمية إلى الاعتراف بأنواع الإعاقة والاندماج الاجتماعي. يفتقر الدعم القانوني في التشريع للأفراد الذين يعانون من اضطرابات التواصل، مما يؤدي إلى انخفاض معدلات الاندماج الاجتماعي.

## خدمات الدعم وقضايا الوصول

### خدمات الدعم

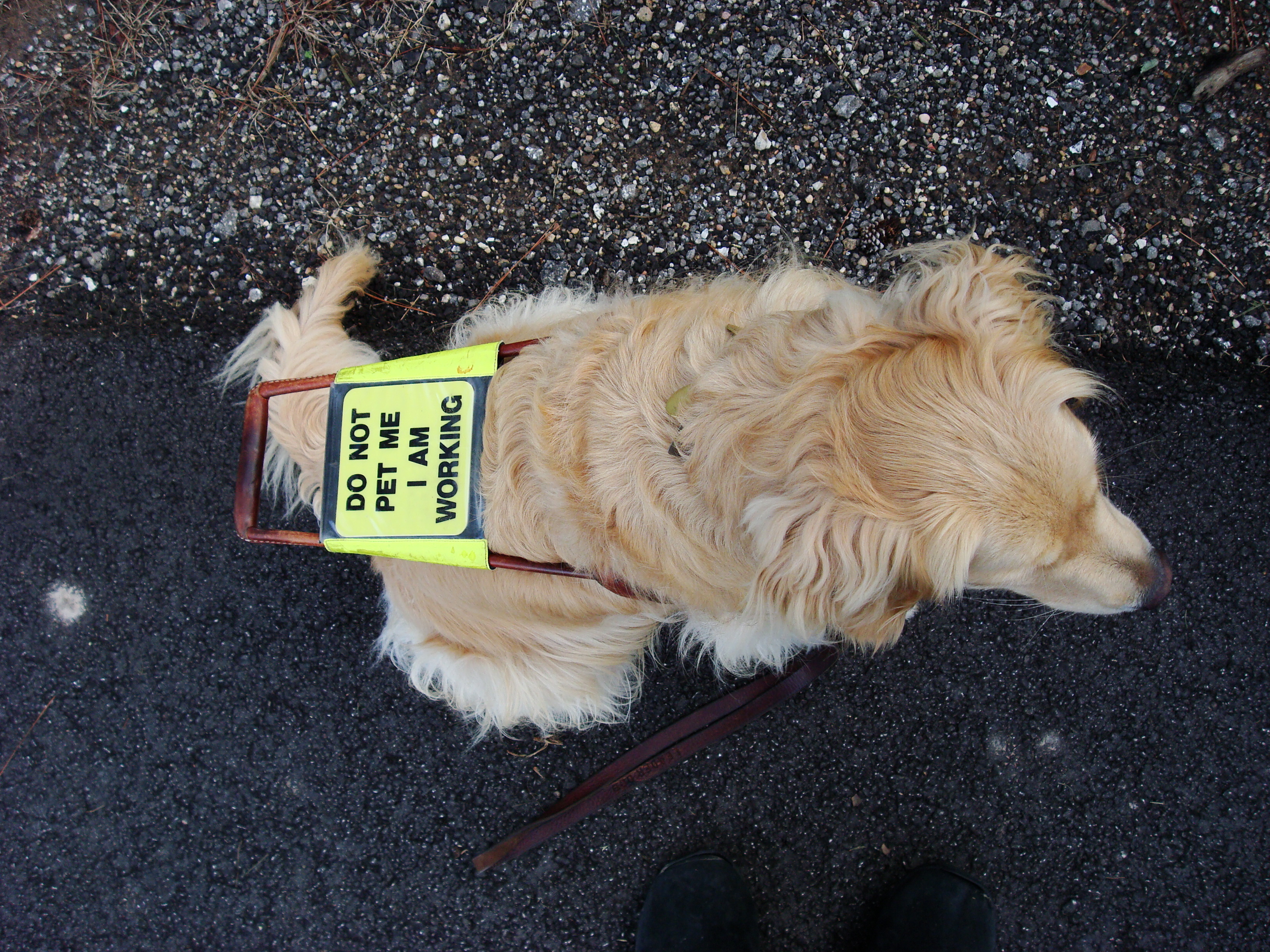
كلب مرشد لمساعدة الأفراد ذوي الإعاقات البصرية

طريقة برايل للأشخاص ذوي الإعاقات البصرية

تتوفر خدمات ومنظمات دعم للأشخاص ذوي الإعاقة في البرازيل، والتي تهدف إلى تلبية المساعدة التي تفتقر إليها الحكومة البرازيلية. هناك منظمات غير حكومية تهدف إلى الدفاع عن حقوق الأشخاص ذوي الإعاقة وتثقيف الأفراد ذوي الإعاقة بحقوقهم في البلاد. وقد شجع هذا الأفراد ذوي الإعاقة على الدفاع عن أنفسهم والمشاركة في الحركات الاجتماعية لتعزيز الديمقراطية. توجد في البرازيل منظمات مدنية ومنظمات حقوق إنسان تدافع عن حقوق الأشخاص ذوي الإعاقة في إثارة المخاوف العامة. في المدن الكبرى، تتوفر المساعدة الجسدية للأشخاص ذوي الإعاقة، مثل توفير الكلاب الإرشادية، والموظفين في محطات القطارات، والجلوس في وسائل النقل العام. في ساو باولو، تحتوي مصاعد المباني على أزرار برايل وموارد للأشخاص الذين يعانون من إعاقات سمعية. تتوفر خدمة نقل للأشخاص ذوي الإعاقات الشديدة في ساو باولو، لمنع الصعوبات في وسائل النقل العام.

### قضايا الوصول والنجاح
يواجه الأفراد ذوو الإعاقة مشكلات في الاستفادة من خدمات الدعم بسبب مشكلات الوصول والنجاح. يجب على منظمة غير حكومية معنية بذوي الإعاقة أن تشكل شبكات مع منظمات أخرى حتى يتم الاستماع إليها من قبل المسؤولين الحكوميين. هناك سياسات عامة لتعزيز الوعي بالإعاقة، مع إعطاء الأولوية للخطط الاقتصادية على حساب الأفراد ذوي الإعاقة. هناك تصورات سلبية تجاه الأفراد ذوي الإعاقة في البرازيل، مما يحد من معدل نجاح منظمات الإعاقة. في البرازيل، هناك نقص في خدمات الدعم المادي. ومن الأمثلة على ذلك الموظفون الذين يساعدون في وسائل النقل العام والذين لا يتلقون تدريبًا محددًا، وتفتقر منحدرات الوصول إلى الكفاية، والممرات المخصصة على الطريق للأشخاص ذوي الإعاقات البصرية غير مكتملة. في جميع أنحاء البلاد، تكون معابر الطرق صامتة وتستخدم الوسائل البصرية فقط.